# Nicole Sheridan
Nicole Sheridan (Clarks Summit, Pensilvania; 7 de mayo de 1975) es una actriz pornográfica estadounidense.

## Premios
- 2002 Premios AVN Mejor Escena de Sexo Anal – Taboo 2001 : A Sex Odyssey[4]
- 2007 Premios AVN Mejor Escena de Sexo Grupal, Video - Fashionistas Safado: The Challenge[4]